# Phreatia navicularis
Phreatia navicularis är en orkidéart som beskrevs av Johannes Jacobus Smith. Phreatia navicularis ingår i släktet Phreatia och familjen orkidéer. Inga underarter finns listade i Catalogue of Life.